# テレビ朝日系列平日昼の情報番組枠
テレビ朝日系列平日昼の情報番組枠（テレビあさひけいれつへいじつひるのじょうほうばんぐみわく）とは、テレビ朝日をはじめとするANN系列で、平日（月曜日 - 金曜日）の昼に生放送されている情報番組の一覧のこと。

## 歴史
- 『モーニングショー』で朝のワイドショーを成功させたテレビ朝日（当時：NET）は、新たな時間帯として平日正午を選び、『アフタヌーンショー』を開始。当初は複数の司会者だったが、1966年1月から桂小金治を司会に迎え、その後、山田吾一→川崎敬三と司会を変えつつ継続した。
- ところが、1985年に起きたやらせリンチ事件をきっかけに、『アフタヌーンショー』は20年半の幕を降ろす。以後は視聴率で苦戦するようになったばかりか、当時本枠をネットしていた局の信頼も失墜した上、テレビ朝日系列ワイドショー全体が低迷することになった。そのため、一時はバラエティ番組が編成されることもあった。
- 『アフタヌーンショー』放送開始当時は地方の民放局が1～2局のところが多かったので、この枠を『モーニングショー』と2番組セットで時差放送するクロスネット局や系列外局が多かったが、『人間探検!もっと知りたい!!』の終了の前日、もしくは前々日に系列外局における本枠[注釈 1]の時差放送は廃止[注釈 2][注釈 3]され、午前・午後を初めてまたいだ『ザ・ニュースキャスター』以降、系列外ネット局も時差ネット局もなくなった[注釈 4]。
- 1996年4月から『ワイド!スクランブル』を開始。当初は12:00 - 13:55の午後のみの2時間枠であり、歌手：水前寺清子がメインキャスターだったが、2年後に俳優の大和田獏に交代。なお大和田獏は2009年秋の改編で、11年間続けたメインキャスターを降板、テレビ朝日アナウンサーの寺崎貴司が後任となった。なお放送枠自体は1997年9月から再び午前・午後にまたがる格好となり、第1部が11:30 - 12:00に、第2部が12:00 - 13:05にそれぞれ変更された。2002年4月から第1部に限り11:25開始に繰り上げられた。
- 2014年4月から『ワイド!スクランブル』は大リニューアル、13:20から『徹子の部屋』、13:05から『上沼恵美子のおしゃべりクッキング』（朝日放送テレビ制作）がそれぞれ12:00・12:30に移動するのに伴い、第1部の放送枠は10:30[注釈 5] - 12:00に前拡大し、第2部は12:44 - 13:05に繰り下げ・短縮され、一時中断番組へ移行の上、メインキャスターも寺崎貴司から、橋本大二郎に変更された。
- 2014年10月から『ワイド!スクランブル』の第2部の放送時間が12:30 - 13:45に変更、そのため12:30 - 12:44に放送されていた『上沼恵美子のおしゃべりクッキング』（朝日放送〈現：朝日放送テレビ〉制作）は13:45 - 14:00に変更される。
- 2017年4月から帯のドラマ新枠『帯ドラマ劇場』（第1期、月 - 金12:30 - 12:50）開始のため、『ワイド!スクランブル・第2部』は12:50 - 13:45に繰り下げ・短縮されたが、同枠一時廃枠のため、2018年4月からの『ワイド!スクランブル・第2部』は12:30 - 13:40に枠移動・拡大した。
- 2019年4月から『帯ドラマ劇場』（第2期、月 - 金 12:30 - 12:50）再開のため、『ワイド!スクランブル・第2部』は再度12:50 - 13:45に繰り下げ・短縮されたが、2020年3月を最後に再び廃枠となったため、2020年4月から『ワイド!スクランブル・第2部』は12:00 - 13:00への枠移動と同時に全体の放送時間が10:25 - 13:00に拡大となり、2014年4月1日から続いていた12:00から12:50の一時中断は、2020年3月27日を最後に解消された。

## 主な番組
- 『 （ただいま正午・アフタヌーンショー→桂小金治アフタヌーンショー→）アフタヌーンショー』（1965年4月5日 - 1985年10月18日）
  - この間はつなぎ番組を放送（『この秋一番!』）
- 『なうNOWスタジオ』（1985年11月4日 - 1987年3月20日）
- 『新・アフタヌーンショー』（1987年3月23日 - 10月2日）
- 『布施明のグッDAY』（1987年10月5日 - 1988年4月1日）
  - この間はバラエティ番組を放送。（『欽ちゃんのどこまで笑うの!?』）
- 『お昼のマイテレビ』（1989年10月2日 - 1990年3月30日）
- 『ホットライン110番』（1990年4月2日 - 1991年3月29日）
- 『森田健作の熱血テレビ（→女38歳気になるテレビ）』（1991年4月1日 - 1992年4月3日）
  - この間はバラエティ番組を放送。（『お昼の独占!女の60分』）
- 『人間探検!もっと知りたい!!』（1992年9月28日 - 1993年4月2日）
- 『ザ・ニュースキャスター』（1993年4月5日 - 1994年9月30日）
  - この間はバラエティ番組を放送。（『まっ昼ま王!!』）
- 『キンキンのとことん好奇心』（1995年4月3日 - 1996年3月29日）
- 『ワイド!スクランブル』（1996年4月1日 - ）